# 山田摩衣
山田 摩衣（やまだ まい）は、中華民国（台湾）の政治家、地方議会議員。元子役。
新北市出身、父親が日本人、母親が台湾人、大学時代に立法院（国会）のインターンシップに参加したのを機に政治に携わるようになり、民主進歩党の游錫堃（ゆうしゃくこん）立法院長（国会議長）の秘書を務めた。